# Герб Королёва
Герб муниципального образования город Королёв Московской области.
Герб города Королёва, в соответствии с Законом Московской области от 15 июля 2005 года № 183/2005-ОЗ «О гербе Московской области», может воспроизводиться в двух равнодопустимых версиях:
- с вольной частью — четырехугольником, примыкающим к верхнему краю щита с воспроизведёнными в нем фигурами герба Московской области;
- без вольной части.

## Описание герба
Геральдическое описание (блазон) гласит:
В лазоревом (синем, голубом) поле над червлёной (красной) оконечностью, край которой близ правого края изогнут в виде нисходящего всплеска, завершённой серебром, каковое завершение по сторонам от всплеска обременено чёрными малыми шарами без числа в один ряд вдоль нижнего края, — серебряный земной шар о семи (считая крайние) видимых лазоревых меридианах и пяти таковых же параллелях, окруженный внутри стенозубчато изломанной и замкнутой золотой нитью, а снаружи — вытянутым в левую перевязь, смещённым влево вверх и сужающимся вправо и вниз серебряным кольцом, от которого внизу слева внутрь отходит изогнутый сообразно кольцу луч, приближающийся к левой стороне земного шара; справа верху от того же кольца влево и вверх отлетает малая комета (со звездой о пяти лучах) того же металла (в совокупности кольцо, луч и комета образуют орбиту космического корабля); земной шар сопровождён при этом тремя золотыми, о четырёх лучах, звёздами: одной малой, внутри кольца, слева вверху; и двумя большими, снаружи от кольца, в перевязь.

## Обоснование символики

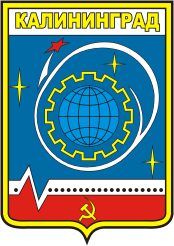
Герб 1988 года

За основу герба взят герб города Калининграда (переименован в город Королёв в 1996 году), утверждённый 10 июня 1988 года 5-й сессией 20 созыва Калининградского городского Совета народных депутатов.
В гербе языком символов и аллегорий отражено развитие города, связанное со становлением космической промышленности, робототехники, электронного приборостроения.
Королёв — один из крупнейших научно-производственных центров Московской области. Развитие комплекса началось в 1950-х годах и впоследствии объединило ряд предприятий города и Центр управления полётами. Здесь трудился выдающийся учёный и конструктор, академик С. П. Королёв, именем которого и назван город; а также такие известные учёные как А. М. Исаев, М. К. Янгель, В. П. Глушко.
Здесь был разработан и создан целый ряд уникальных космических аппаратов, включая первый искусственный спутник Земли (ИСЗ). В Королёве проводятся исключительные научно-технические исследования и разработки в области освоения космоса, ставшие залогом широкой известности города, как в России, так и за рубежом.
Земной шар, окружённый звёздами и изображением орбиты спутника — символ выдающихся достижений жителей города в космическом машиностроении. Шестерня, изображённая геральдической фигурой — стенозубчато изломанной замкнутой золотой нитью, символизирует огромный научно-технический потенциал предприятий города.
Аллегорическое изображение перфоленты в оконечности герба — символ телеметрии, электронного приборостроения, измерительной техники и ЦУП, созданного на базе этой техники.
Золото — символ богатства, стабильности, уважения и интеллекта.
Серебро — символ чистоты, совершенства, мира и взаимопонимания.
Лазоревый цвет (синий, голубой) — символ чести, достоинства, возвышенных устремлений; в гербе города также символизирует небо и космическое пространство.
Червлёный (красный) цвет — символ труда, силы, мужества, красоты; подчёркивает особые заслуги рабочих, инженеров, служащих и учёных в развитии многочисленных государственных космических программ.

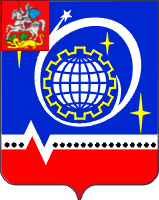
Герб 2005 года с вольной частью

Герб разработан на основе герба, утверждённого решением № 4/21 Совета депутатов города Калининграда от 26 февраля 1997 года, при участии Союза геральдистов России.
Авторы герба: идея герба — Ренат Валентинович Бубнов (Королёв), геральдическая доработка — Константин Мочёнов (Химки), обоснование символики — Олег Агафонов (Москва), Кирилл Переходенко (Конаково), компьютерный дизайн — Оксана Афанасьева (Москва).
Утверждён 7 декабря 2005 года решением № 102/601 Совета депутатов города Королёва.
Внесен в Государственный геральдический регистр Российской Федерации под № 1933.